# Laevens 3
Laevens 3 es un cúmulo globular en la constelación de Delphinus. Pertenece a la Vía Láctea pero orbita lejos del centro. El cúmulo lleva el nombre de Benjamin PM Laevens, el descubridor. Se observó por primera vez en 2015 utilizando el telescopio Pan-STARRS 1.
Se encuentra a 210.000 años luz de la Tierra en el halo galáctico exterior. Su órbita lo lleva a 133.000 años luz desde el centro galáctico y hasta 279.000 años luz. El diámetro de media luz es de solo 37 años luz. La metalicidad es −1.8 dex. El cúmulo tiene aproximadamente 13 mil millones de años de edad. El brillo equivale a 1.125 soles.